# Eugenia Mackiewicz
Maria Kanizja Mackiewicz (właśc. Eugenia Mackiewicz; ur. 27 listopada 1903 w Suwałkach, zm. 1 sierpnia 1943 pod Nowogródkiem) – polska siostra zakonna ze zgromadzenia nazaretanek, błogosławiona Kościoła katolickiego.

## Życiorys
27 sierpnia 1933 r. wstąpiła do nowicjatu w Albano i po trzech latach złożyła pierwsze śluby zakonne. Posługę rozpoczęła w Kaliszu, a w 1938 r. przeniesiona została do Nowogródka i tam zastała ją sowiecka okupacja. Po wkroczeniu Niemców oddała życie za mieszkańców miasta i została rozstrzelana razem z 10 innymi siostrami zakonnymi.

Została beatyfikowana przez papieża Jana Pawła II 5 marca 2000 r. w grupie 11 męczennic z Nowogródka.

## Źródła internetowe
- S. Maria Teresa Górska CSFN Męczennice z Nowogródka